# Kerk van Maria van de Overwinning
De Kerk van Maria van de Overwinning (Duits: Kirche Maria vom Siege) is een rooms-katholieke parochiekerk in Wenen, Oostenrijk. De kerk bevindt zich in het 15e district Rudolfsheim-Fünfhaus.

## Bouwgeschiedenis

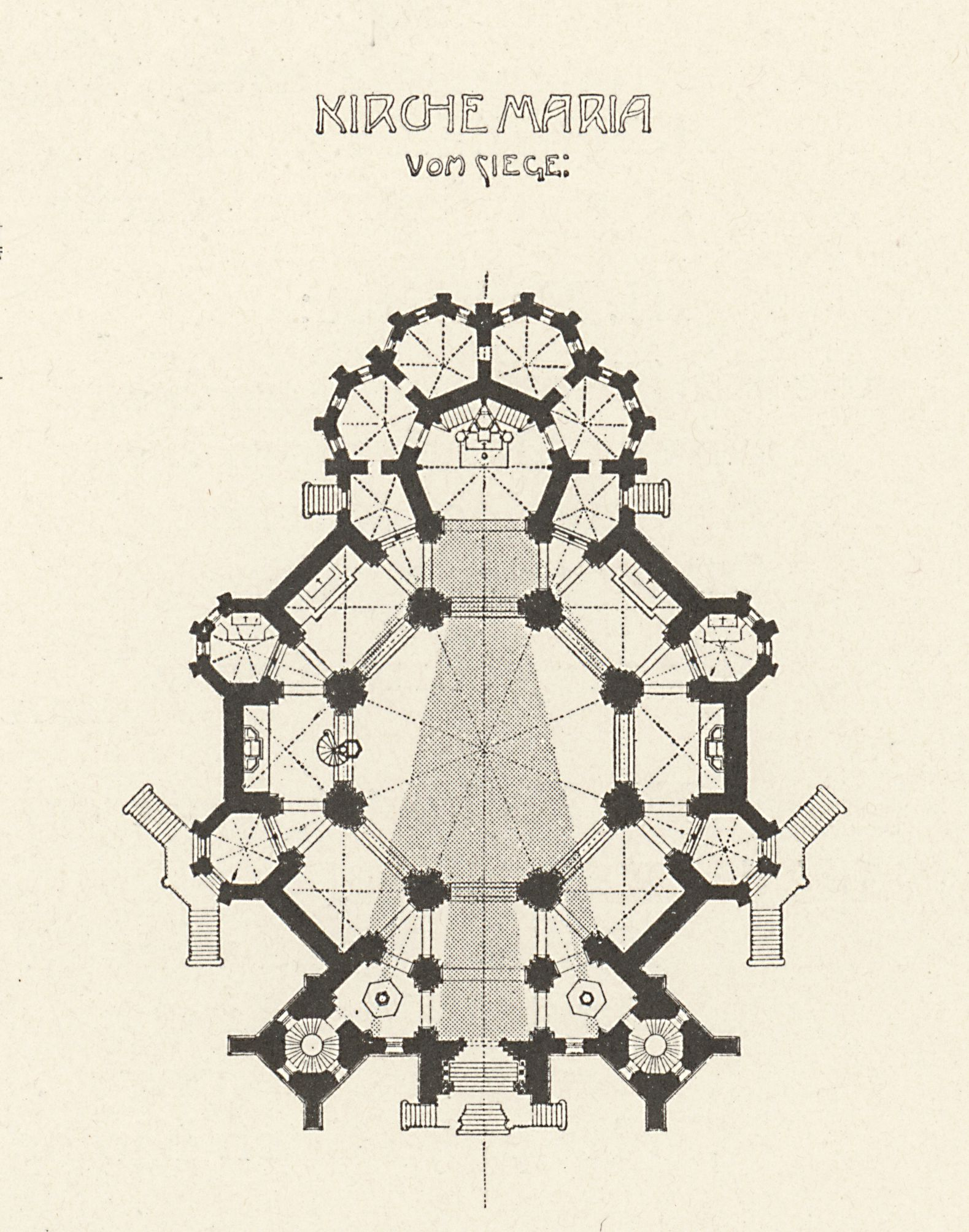
Plattegrond

Op initiatief van keizer Ferdinand I werd in 1846 het plan gevat tot de bouw van een kerk en de daarvoor bestemde grond aan te kopen. Maar de uitvoering van de bouw werd in de jaren daarop voortdurend uitgesteld. Er werd contact opgenomen met Friedrich von Schmidt, die als professor aan de Academie voor Schone Kunsten van Milaan reeds naam had gemaakt en aan het begin stond van een glansrijke carrière. Deze maakte in 1858 een eerste ontwerp: een drieschepige hallenkerk met westelijke toren. Het plan kon echter wegens stedenbouwkundige ontwikkelingen niet worden verwezenlijkt.   
In 1864 werd ondernam de Weense aartsbisschop Joseph Othmar Rauscher een nieuwe poging om de geplande kerk te realiseren. De kerk verwierf nieuwe bouwgrond en in 1868 tot 1875 werd begonnen met de bouw van een kerk volgens een geheel nieuw ontwerp van Friedrich von Schmidt. Het werd een neogotische, achthoekige centraalbouw met omgang met een dakruiter bekroonde 24-zijdige koepel.  Na een bouwperiode van zeven jaar werd de kerk op 17 oktober 1875 door kardinaal Rauscher (1797-1875) aan Maria van de overwinning ingewijd. De totale hoogte van het kerkgebouw bedraagt 68 meter.
In de nadagen van de Tweede Wereldoorlog werd de kerk beschadigd door oorlogsgeweld. De schade werd na de oorlog slechts provisorisch hersteld, hetgeen heeft geleid tot de huidige slechte staat van de muurschilderijen in de koepel. Zowel het metselwerk als het gips raakten los, zodat er in in de koepel een groot vangnet werd gespannen. Ook de decoraties van zandsteen aan het exterieur bevinden zich  in een deplorabele toestand. Sommige daarvan moesten inmiddels worden geborgen omdat ze dreigden los te raken. De parochie zamelt daarom geld in voor een nodige restauratie van het gebouw.

## Interieur
In het rechter zijaltaar bevindt zich een kopie van het schilderij "Maria van de overwinning", dat de kerk de naam gaf. Het patrocinium gaat terug op de legende van een beschadigd genadebeeld, welke bijdroeg tot de victorie van de Katholieke Liga bij de Slag op de Witte Berg op 8 november 1620.
De kerk werd na de bouw rijk beschilderd. Een band van muurschilderijen toont belangrijke gebeurtenissen uit het leven van Christus (met de klok mee: Annunciatie, de geboorte van Jezus, de twaalfjarige Jezus in de tempel, de doop van Jezus, de Bergrede, de intocht in Jeruzalem, het Laatste Avondmaal, de kruisiging, de verrijzenis, de hemelvaart, het pinksterfeest en Christus als rechter der wereld). Boven de triomfboog bevindt wordt de kroning van Maria uitgebeeld. Op het fries onder de koepel staan de woorden Estis domestici Dei superaedificati super fundamentum apostolorum et prophetarum ipso summo angulari lapide Christo Jesu (Efeziërs 2, 19-20). Deze woorden vormen het motief van de beschildering in de koepel: de 16 profeten en 16 heiligen verzinnebeelden het Oude en het Nieuwe Verbond. In de acht stervormige velden worden de vier evangelisten en vier kerkvaders verbeeld. In het centrum van de door bundelpijlers gedragen koepel bevindt zich een zegenende Christus.          

## Orgel
Het orgel werd in 1873 door Georg Friedrich Steinmeyer gebouwd. Het kegellade-instrument bezit 24 registers verdeeld over twee manualen en pedaal. De speel- en registertractuur is mechanisch.